# Cantone di Lacaune
Il Cantone di Lacaune era una divisione amministrativa dell'arrondissement di Castres.
È stato soppresso a seguito della riforma complessiva dei cantoni del 2014, che è entrata in vigore con le elezioni dipartimentali del 2015.
Comprendeva i comuni di:
- Berlats
- Escroux
- Espérausses
- Gijounet
- Lacaune
- Senaux
- Viane